# Campeonato Mundial de Ciclismo en Pista de 1946
El XLIII Campeonato Mundial de Ciclismo en Pista se celebró en Zúrich (Suiza) entre el 24 de agosto y el 1 de septiembre de 1946 bajo la organización de la Unión Ciclista Internacional (UCI) y la Federación Helvética de Ciclismo.
Las competiciones se realizaron en el Velódromo de Zúrich Oerlikon. En total se disputaron 5 pruebas, 3 para ciclistas profesionales y 2 para ciclistas amateur.

## Medallistas

### Profesional
| Evento                 | Oro                          | Plata                       | Bronce                        |
| ---------------------- | ---------------------------- | --------------------------- | ----------------------------- |
| Velocidad individual   | Jan Derksen · Países Bajos   | Georges Senfftleben Francia | Arie van Vliet · Países Bajos |
| Persecución individual | Gerrit Peters · Países Bajos | Roger Piel Francia          | Arne Pedersen Dinamarca       |
| Medio fondo            | Elia Frosio · Italia         | Jacques Besson · Suiza      | Louis Chaillot Francia        |

### Amateur
| Evento                 | Oro                    | Plata                     | Bronce                          |
| ---------------------- | ---------------------- | ------------------------- | ------------------------------- |
| Velocidad individual   | Oscar Plattner · Suiza | Axel Schandorff Dinamarca | Cornelis Bijster · Países Bajos |
| Persecución individual | Roger Rioland Francia  | Børge Gissel Dinamarca    | Halle Janemar · Suecia          |

## Medallero
| Núm. | País         | Oro | Plata | Bronce | Total |
| ---- | ------------ | --- | ----- | ------ | ----- |
| 1    | Países Bajos | 2   | 0     | 2      | 4     |
| 2    | Francia      | 1   | 2     | 1      | 4     |
| 3    | Suiza        | 1   | 1     | 0      | 2     |
| 4    | Italia       | 1   | 0     | 0      | 1     |
| 5    | Dinamarca    | 0   | 2     | 1      | 3     |
| 6    | Suecia       | 0   | 0     | 1      | 1     |
|      | TOTAL        | 5   | 5     | 5      | 15    |